# Galago senegalensis
El gálago menor (Galago senegalensis), también conocido como gálago del Senegal o gálago Senegal, es un primate estrepsirrino miembro de la familia de los gálagos o Galagidae (a veces llamada Galagonidae).
Su tamaño es de unos 20 centímetros y unos 25 centímetros de cola. Es de color grisáceo con tonos amarillentos y castaños. Su cabeza presenta dos orejas muy grandes y un hocico aplastado.
Es un animal nocturno que se desplaza ágilmente entre las ramas ya sea solo o en pareja. Tiene una gran capacidad de salto que alcanza hasta los tres metros. Se alimenta de insectos, saltamontes en gran parte, frutas, huevos y pequeñas aves.

## Subespecies
- Galago senegalensis senegalensis
- Galago senegalensis braccatus
- Galago senegalensis sotikae
- Galago senegalensis dunni